# Tuebingosaurus
Tuebingosaurus („ještěr z Tübingenu“) byl rod býložravého dinosaura ze skupiny sauropodomorfů a kladu Massopoda, který byl objeven v sedimentech geologického souvrství Trossingen (geologický věk nor (stáří asi 222 až 209 milionů let), pozdní trias) na území jihozápadního Německa (spolkový stát Bádensko-Württembersko). Formálně byl popsán v září roku 2022, přesně století po svém objevu.

## Objev a popis

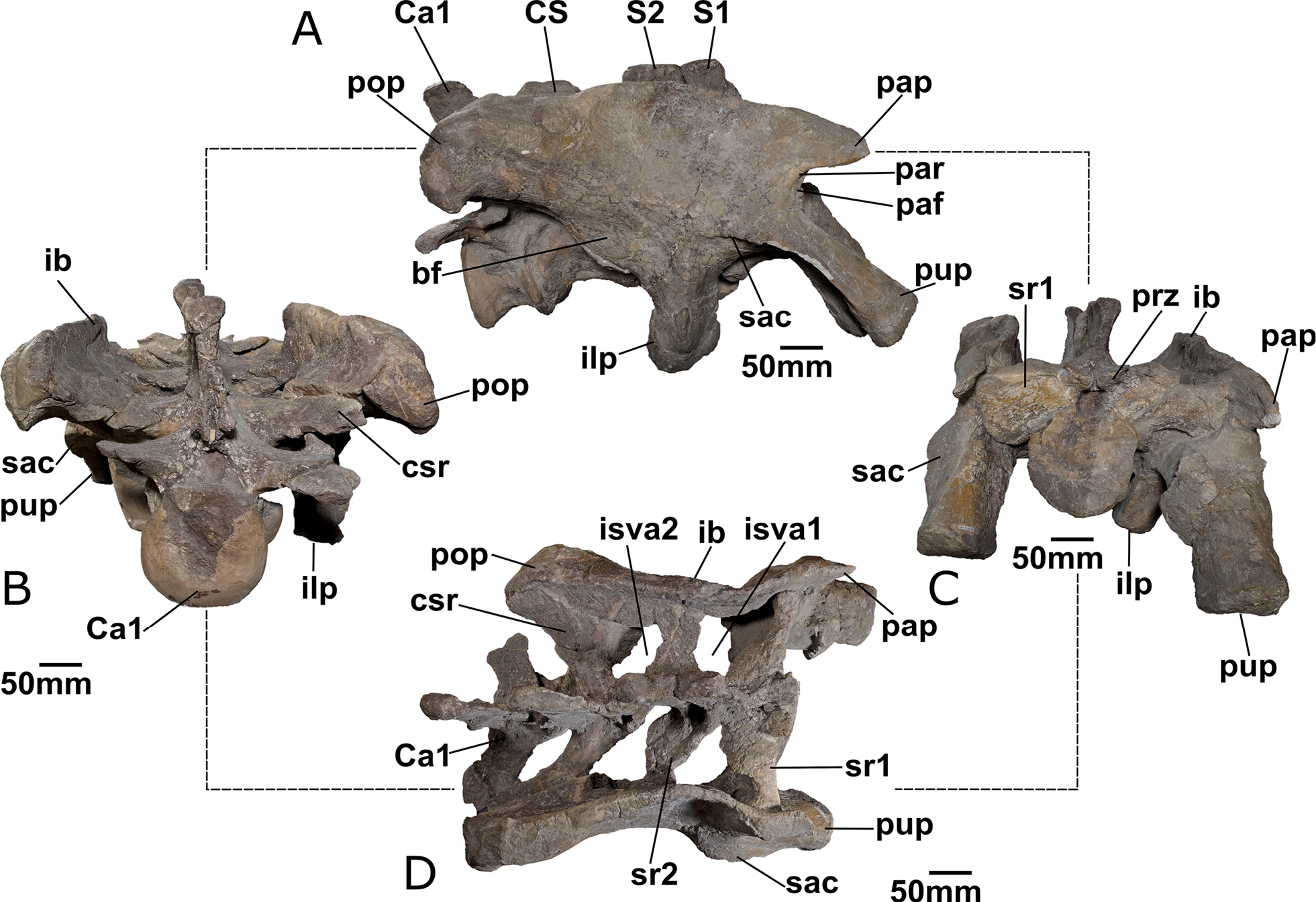
Pánevní kosti tuebingosaura.

Fosilie tohoto plazopánvého dinosaura s označením GPIT-PV-30787 mají podobu nekompletní postkraniální kostry. Byly objeveny v roce 1922 a dlouho byly známé jako fosilie druhu Gresslyosaurus pleiningeri, později pak byly přeřazeny do rodu Plateosaurus. Jak ale ukázal nový výzkum, kostra vykazuje anatomické znaky pokročilých sauropodomorfů z kladu Massopoda a bylo tak nezbytné stanovit pro něj nové vědecké jméno. Rodové jméno Tuebingosaurus odkazuje k místu objevu, zatímco druhové jméno maierfritzorum je poctou německým přírodovědcům Uwe Fritzovi a Wolfgangu Maierovi.
Blízce příbuzným druhem tuebingosaurovi mohl být taxon Schleitheimia schutzi, popsaný v roce 2020 ze Švýcarska. Vzdáleněji příbuzným druhem je pak například také grónský druh Issi saaneq. Obecněji se jednalo o dinosaura blízce příbuzného rodu Plateosaurus a také brazilských plateosauridů (rodů Unaysaurus a Macrocollum). Hromadné nálezy těchto sauropodomorfů patří k významným světovým lokalitám na mnoha bohatých souvrstvích světa.